# Zyklon Mocha
Zyklon Mocha (Extremely Severe Cyclonic Storm Mocha) war ein Zyklon der Zyklonsaison im Nordindik 2023, der vor allem Myanmar traf und zahlreiche Todesopfer forderte. Das System war das zweite der Zyklonsaison im Nordindik 2023 und deren erster zyklonischer Sturm.
Durch die Auswirkungen von Zyklon Mocha wurden mindestens 463 Menschen getötet, darunter sind drei indirekte Todesfälle in Bangladesch. Mindestens 719 Menschen wurden verletzt und am 17. Mai wurden noch mindestens 101 Personen vermisst.

## Verlauf

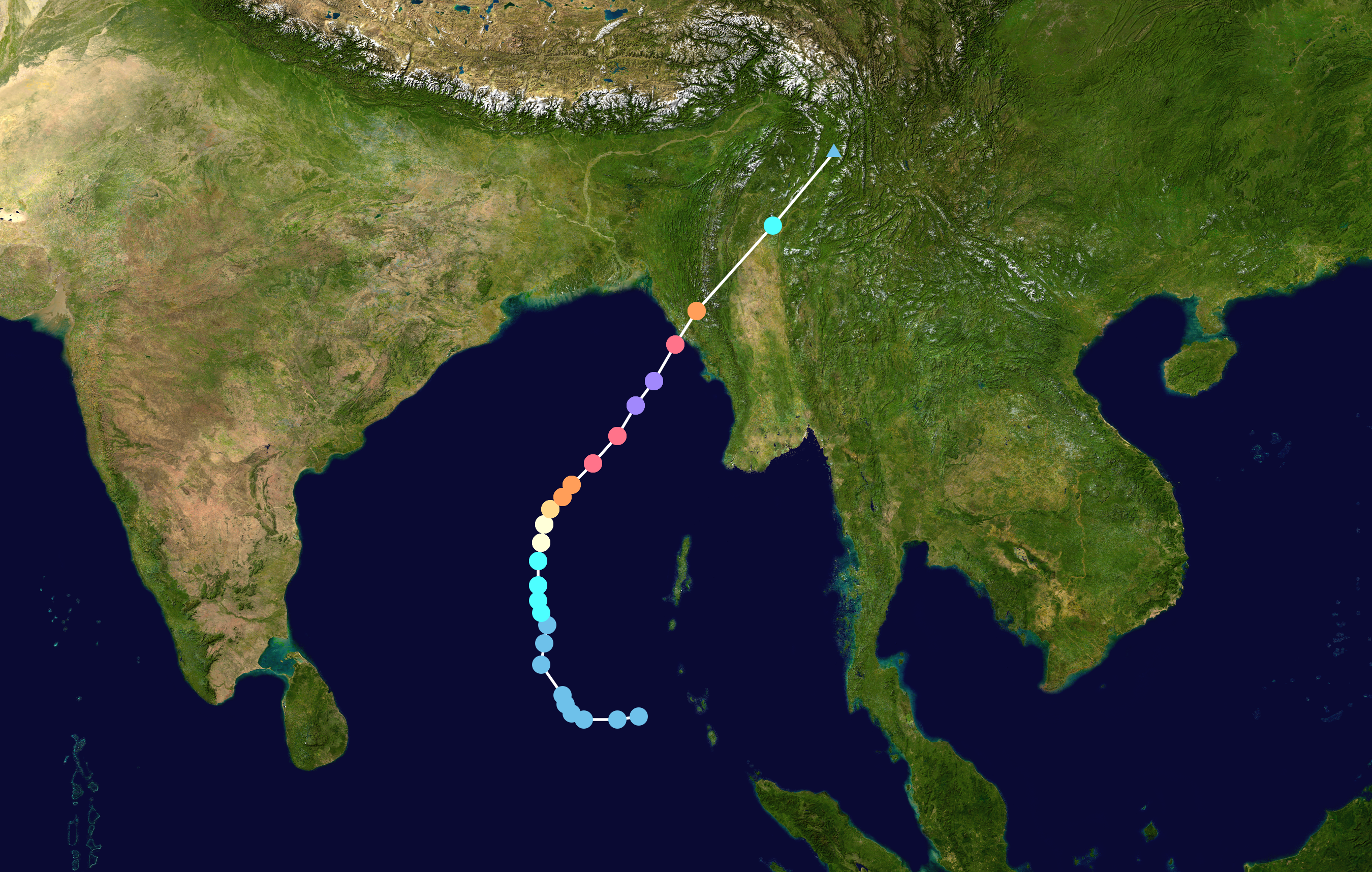
Zugbahn und Intensität nach der Saffir–Simpson-Skala von Zyklon Mocha

Am 2. Mai sagte das India Meteorological Department (IMD) die Bildung eines Zyklons im Golf von Bengalen voraus. Die Störung verstärkte sich am 9. Mai zu einem Tiefdruckgebiet und am 10. Mai zu einem ausgeprägten Tiefdruckgebiet. Das Joint Typhoon Warning Center (JTWC) gab am 9. Mai einen Tropical Cyclone Formation Alert aus. Am 11. Mai steigerte sich das System weiter zu einem Zyklon, der vom IMD den Namen Mocha erhielt. Er bewegte sich weiter nach Nordnordosten und nahm dabei an Stärke zu.
Am 14. Mai durchlief der Zyklon mehrere Phasen schneller Intensivierung. Gegen 13 Uhr Lokalzeit (UTC+7) traf er als Sturm der Kategorie 4 auf der Saffir-Simpson-Skala in Myanmar zwischen Kyaukphyu (nahe Sittwe) und Cox’s Bazar auf Land. Der Zyklon erreichte dabei maximal anhaltende Windgeschwindigkeiten von 250 km/h und Windböen von bis zu 305 km/h. Damit steht Zyklon Mocha auf gleicher Stufe mit Zyklon Fani von Mai 2019 als stärkster Zyklon im Nordindik. Der katastrophalste Zyklon der Region im 21. Jahrhundert war Zyklon Nargis im Jahr 2008, bei dem mehr als 138.000 Menschen ums Leben kamen.

## Auswirkungen

### Myanmar

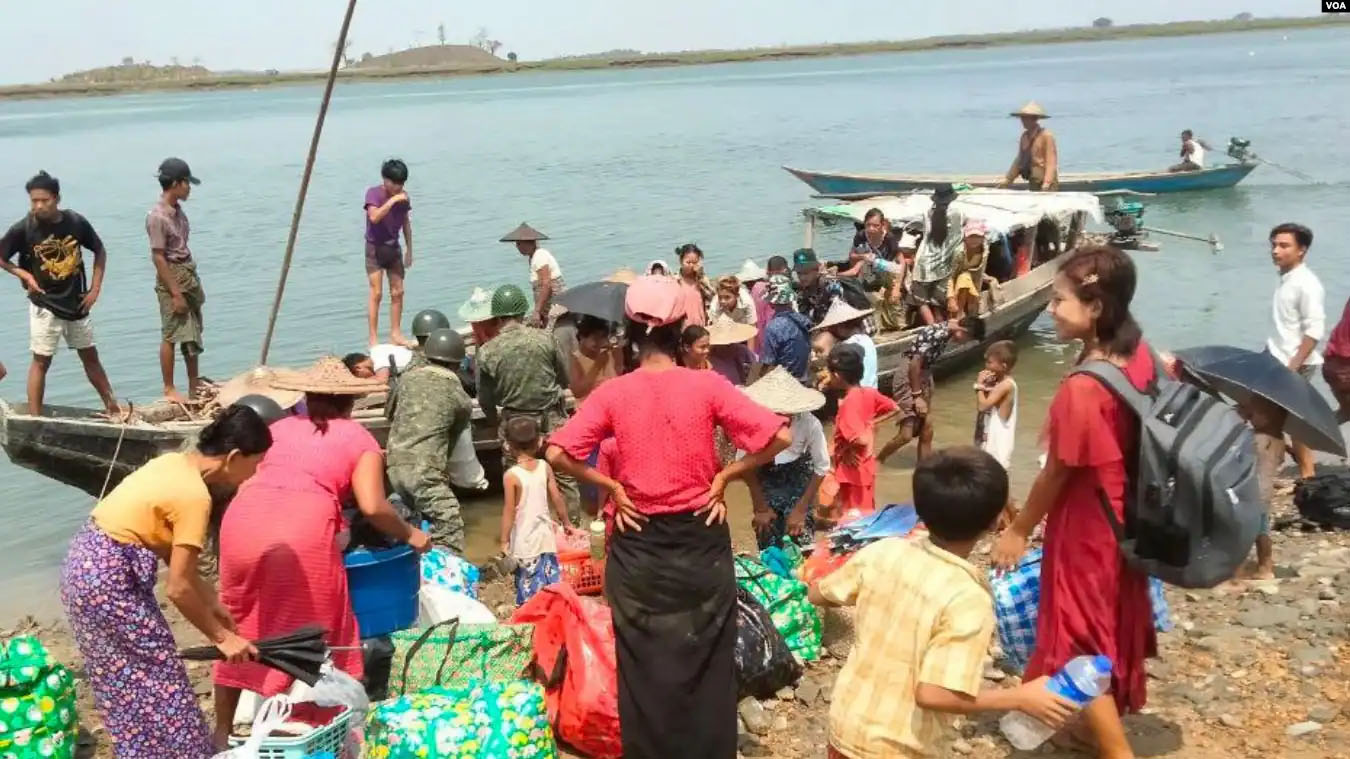
Soldaten helfen vor der Ankunft von Zyklon Mocha bei der Evakuierung von Dorfbewohnern im Rakhaing-Staat

Etwa 5,4 Millionen Menschen befanden sich in der Zugbahn des Zyklons. Die Regierung von Myanmar erklärte 17 Gemeinden im Rakhaing-Staat und 4 Gemeinden im Chin-Staat zu von der Naturkatastrophe betroffenen Gebieten. Eine auf 3 bis 3,5 m geschätzte Sturmflut traf die Küstengemeinden in Rakhaing. Es kam zu Überschwemmungen in tiefliegenden Gebieten. Insbesondere Sittwe, die Hauptstadt von Rakhaing, wurde schwer getroffen. Der extrem starke Wind und Sturzregen entwurzelte Bäume, beschädigte Stromleitungen, riss Dächer ab und zerstörte Häuser und Boote. In Rakhaing ergab eine vorläufige Schätzung auf Grundlage von Radaraufnahmen des Satelliten Sentinel-1 vom 15. Mai eine Fläche von etwa 895 km² innerhalb eines Gebiets von 15.160 km², die vermutlich überschwemmt wurde. Im Chin-Staat wurden mehr als 1200 Häuser ganz oder teilweise zerstört. In Dörfern in den Regionen Magwe und Sagaing waren mehr als 100.000 Menschen von schweren Überschwemmungen betroffen.
Die Zahl der Todesopfer war am 16. Mai noch unbekannt. Schätzungen reichten von mehreren Dutzend bis zu mehreren Hundert Personen. Die „Nationale Einheitsregierung“ (NUG) sprach von 400 Toten. Unter den Todesopfern sind vor allem Rohingya, eine muslimische Minderheit. Diese sind in Flüchtlingscamps meist in mangelhaften Unterkünften untergebracht. Bereits vor Zyklon Mocha waren etwa 17,6 Millionen Menschen im Land auf humanitäre Hilfe angewiesen.

### Bangladesch
In Bangladesch wurden über 414.000 Menschen und 23.000 Tiere evakuiert. Satellitenbildvergleiche von UNOSAT der Insel St. Martin’s Island im Distrikt Cox’s Bazar in Bangladesch lassen Schäden an etwa 17 % der Gebäude vermuten.

### Indien
In Indien wurden 595 Menschen evakuiert. Im an Bangladesch und Myanmar angrenzenden Bundesstaat Mizoram waren fast 3000 Menschen vom Zyklon betroffen.

## Internationale Reaktionen (Auswahl)
- Vereinigte Staaten: 250.000 US-Dollar als Nothilfe für Bangladesch und die Rohingya[21]